# Concilio de Hieria
"Concilio de Constantinopla V" es un nombre dado por algunos al Concilio de Hieria (754), y por otros al Concilio de Constantinopla sobre hesicasmo (1341 o 1351).

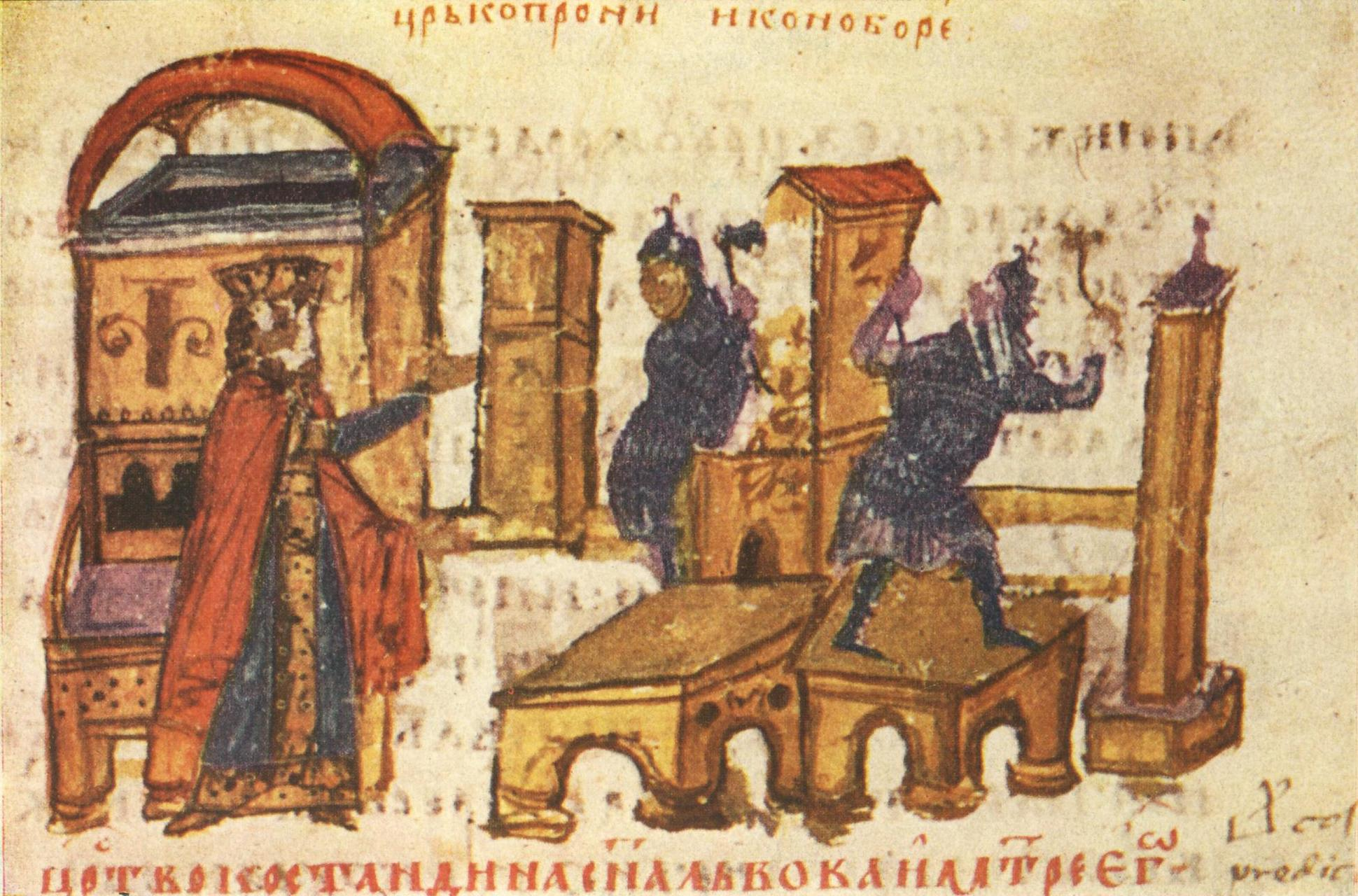
En esta miniatura se representa a Constantino V dirigiendo la labor de destrucción de imágenes.

El Concilio de Hieria o concilio de Hiereia fue un concilio convocado por el emperador bizantino Constantino V en el año 754, con el fin de condenar la iconodulia. También se conoce como el conciliábulo.
Se desarrolló del 10 de febrero al 8 de agosto con la participación de 338 obispos presididos por el obispo de Éfeso (dado que el patriarca de Constantinopla había muerto poco antes y no se había nombrado todavía al nuevo). Sus conclusiones fueron condenadas por el Segundo Concilio de Nicea que reafirmó el culto a las imágenes, matizando el lenguaje empleado para referirse a tal veneración.

## Antecedentes
Las tendencias iconoclastas dentro de la Iglesia oriental venían de antiguo: en el siglo IV y V se encuentran ya textos (además hay que considerar en Occidente la mención en un canon bastante discutido del concilio de Elvira) que condenaban la veneración de las imágenes. Al inicio, en tiempos del emperador León III se argüía que la misma Biblia prohibía el uso de las imágenes. En tiempos de Constantino V se añadieron argumentos teológicos (por ejemplo, que representar a Cristo niega su divinidad), apoyándose en la tradición y la vida de los santos. A esta prohibición de los iconoclastas se excluía la cruz que era venerada también por ellos.
Constantino V llevó adelante toda una política iconoclasta que iba desde el adoctrinamiento de los soldados hasta escribir él mismo un libro contra las imágenes. Allí ya deseaba la convocatoria de un concilio que permitiera una mayor deliberación sobre el tema y recoger las opiniones de los Padres de la Iglesia. Sin embargo, tras un famoso discurso de Esteban el Joven, abad de Monte san Ausencio, los monjes se alinearon masivamente en la iconodulia (fines de 753).

## Cuestiones tratadas

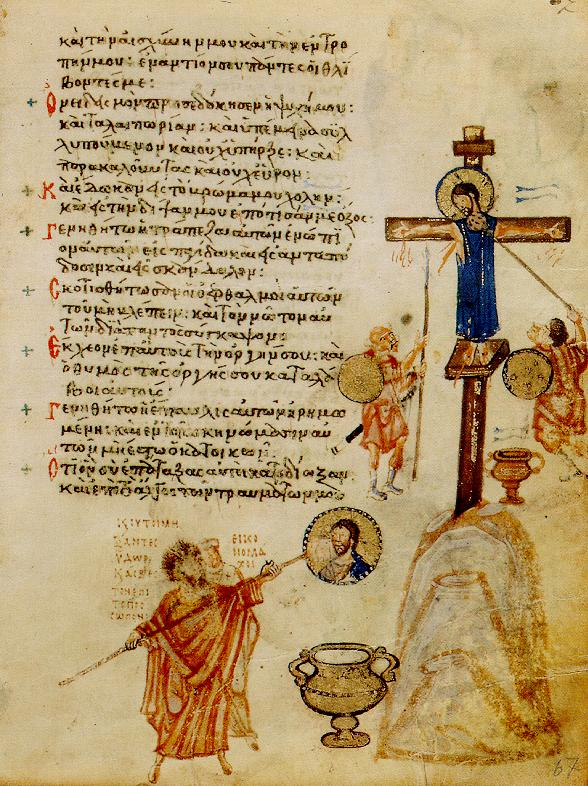
Miniatura representando a un iconoclasta.

Al hacerse con el control de la situación en Constantinopla, el emperador fijó las temáticas a tratar y convocó un concilio que –él mismo afirmaba– debía ser ecuménico y condenar las imágenes. A modo de preparación para el concilio, el emperador mandó celebrar pequeñas asambleas en cada ciudad donde se expusieron sus doctrinas en contra de las imágenes. Luego mandó reunir toda la documentación a favor de su posición y la hizo llegar a los obispos. Poco antes de la celebración del concilio el patriarca Anastasio murió y el emperador no nombró a otro en su lugar hasta la última sesión conciliar.
La fecha precisa del concilio se discute aún:

El testimonio de los catálogos patriarcales constantinopolitanos y los nuevos estudios realizados sobre el sistema cronológico de Teófanes inducen a pensar que el concilio se realizó entre el 10 de febrero y el 8 de agosto de 754
Brehier (1980:619)

Participaron 338 obispos. No había ningún representante del Papa ni de los otros patriarcas. La dirección de los trabajos fue conferida al obispo de Éfeso, Teodosio. La gran mayoría de los obispos estaba de acuerdo con el emperador en que era necesario condenar el culto a las imágenes; sin embargo, dado que Constantino V quería que se trataran también temas relacionados con la aprobación del monotelismo, las discusiones se alargaron. 
El texto de la decisión final se conserva gracias a que es citado completo en el Concilio de Nicea II. La prohibición final es solemne:

En nombre de la santa y consustancial Trinidad, principio de toda vida, todos nosotros, revestidos de la dignidad sacerdotal, habiendo alcanzado la misma opinión, unánimes declaramos que todo icono, de cualquier materia o color, hecha con mendaz arte por los pintores, sea rechazada y considerada ajena y abominable por la iglesia de los cristianos. Ningún hombre ose empeñarse en el intento tan criminal e impío. Quien desde ahora en adelante busque realizar un icono o venerarlo o colocarlo en una iglesia o en una casa privada o de ocultarla, si es obispo, presbítero o diácono, sea depuesto; si es un monje o laico sea excomulgado y sometido a las leyes imperiales, como adversario de los preceptos de Dios y enemigo de la doctrina de los padres.

El 8 de agosto se trasladaron a la iglesia de Nuestra Señora de Blacherna.

## Consecuencias
Tras la elección del nuevo patriarca de Constantinopla, llamado también Constantino y el traslado de la sede del concilio, éste se pudo concluir. El 27 de agosto se leyeron públicamente los decretos y se lanzó el anatema contra los iconódulos. El emperador luego emanó leyes que consideraban rebeldes a los que mantuvieran el culto de las imágenes y fue encrudeciendo rápidamente la severidad con que aplicaba los decretos del concilio: retiro de reliquias, críticas a la intercesión de los santos y de la Virgen María, críticas a la vida monacal, etc. Con su muerte, en el año 775, la persecución amainó; y así se mantuvo bajo el breve gobierno de su hijo y sucesor León IV (775-780). Durante la regencia de la emperatriz Irene, (regente de Constantino VI hasta 790) de tendencia iconódula, mandó celebrar un nuevo concilio en Constantinopla en 787, que tuvo que ser cancelado debido a las amenazas de los soldados. 
En 787 lo intentó de nuevo y logró presidir allí el concilio de Nicea, el séptimo concilio ecuménico. En esta ocasión participaron 367 obispos (y solo 17 de cuantos habían participado en el V de Constantinopla). Esta asamblea condenó las resoluciones de Constantino V y lanzó el anatema contra los iconoclastas:

Las imágenes, sea que estén pintadas o en mosaicos o en cualquier otro material apto, deben estar expuestas en las iglesias [...] De hecho, mientras más frecuentemente estas imágenes sean contempladas, tanto más quienes las contemplan son llevados al recuerdo y al deseo de los modelos originales y a ofrecerles, besándolas, respeto y veneración. Ciertamente no se trata de una verdadera adoración, reservada por nuestra fe solo a la naturaleza divina, sino de un culto similar al que se ofrece a la imagen de la cruz preciosa y vivificante, a los santos evangelios y a otros objetos sagrados, honrándolos con el ofrecimiento de incienso y de luces según la costumbre de los antiguos.
Conciliorum oecumenicorum decreta, p. 138

Ni la iglesia de Occidente ni la de Oriente reconoce al Concilio de Hieria como concilio ecuménico.